# سازمان بین‌المللی کار
سازمان بین‌المللی کار (به انگلیسی: International Labour Organization) یکی از موسسات تخصصی سازمان ملل متحد است که به امور مربوط به کار و کارگران می‌پردازد. این سازمان در سال ۱۹۱۹ و در نتیجه بحث‌های کنفرانس صلح پاریس تأسیس شد. سازمان بین‌المللی کار در آغاز وابسته به جامعه ملل بود و پس از تأسیس سازمان ملل متحد از سازمان‌های وابسته به آن شد. منشور فعلی سازمان که به بیانیه فیلادلفیا معروف است در سال ۱۹۴۴ تصویب شد.
مقر این سازمان در شهر ژنو در کشور سوئیس است. این سازمان هر سال در ماه خرداد کنفرانسی برگزار می‌شود.

## تاریخچه تأسیس
سازمان بین‌المللی کار در سال ۱۹۱۹ پس از پایان جنگ جهانی اول در زمانی که کنفرانس صلح در کاخ ورسای بر پا بود، شکل گرفت. نیاز به پیدایش چنین سازمانی در قرن نوزدهم به وسیله دوتن از صنعتگران ولزی و فرانسوی یعنی رابرت اوون و دانیل لگراند مورد تأکید و پیگیری قرار گرفته بود. پس از آنکه طرح مذکور در خلال همکاری‌های بین‌المللی جهت تدوین قانون کارگران در سال ۱۹۰۱ در باسل مورد توجه قرار گرفت. سازمان ILO با هدف تدوین مقررات و قوانین بین‌المللی در جهت بهینه‌سازی استانداردهای بین‌المللی کار و حصول اطمینان از به‌کارگیری آن‌ها متولد شد. قانون ILO در بین ماه‌های ژانویه و آوریل ۱۹۱۹ به وسیله کمیسیون کار در کنفرانس بین‌المللی صلح تدوین شد. این کمیسیون ترکیبی بود از نمایندگان ۹ کشور بلژیک، کوبا، چکسلواکی، فرانسه، ایتالیا، ژاپن، لهستان، بریتانیا، و ایالات متحده آمریکا که رهبری کمیسیون را ساموئل گامپرس، رئیس فدراسیون کارگری آمریکا (AFL) بر عهده داشت. نتیجه این نشست بروز سازمان سه جانبه گرایی بود که تنها سازمانی بود که نمایندگان دولت، کارفرمایان و کارگران را در یک نقطه سامان می‌داد. قانون ILO فصل هشتم معاهده صلح ورسای است.

## شعار روز ایمنی و بهداشت شغلی
هر ساله ۲۸ آوریل (۸ اردیبهشت) به مناسبت روز جهانی ایمنی و سلامت شغلی شعاری توسط سازمان بین‌المللی کار (ILO) برای توسعه پایدار و الزامات مقاوله نامه های مصوب برای کشورهای عضو، به شرح ذیل اعلام می‌گردد:
| سال  | شعار                                                                       |
| ---- | -------------------------------------------------------------------------- |
| ۲۰۲۰ | سکوت را بشکن                                                               |
| ۲۰۱۹ | آینده ایمن و سالم در مشاغل                                                 |
| ۲۰۱۸ | ایجاد محیط‌های کاری سالم و ایمن برای جوانان و نسل آینده                     |
| ۲۰۱۷ | بهبود جمع‌آوری و استفاده از داده‌های ایمنی و سلامت شغلی (OSH)                |
| ۲۰۱۶ | استرس در محیط کار، یک چالش جمعی (Workplace Stress: a collective challenge) |
| ۲۰۱۵ | تحقق کار شایسته با نهادینه سازی فرهنگ ایمنی و سلامت کار                    |
| ۲۰۱۴ | ایمنی و بهداشت در استفاده از مواد شیمیائی هنگام کار                        |
| ۲۰۱۳ | پیشگیری از بیماری های شغلی                                                 |